# Piotr Hryniewicz
Piotr Paweł Hryniewicz (ur. w 1874 w Warszawie, zm. 8 kwietnia 1932 tamże) – polski aktor teatralny i filmowy, reżyser teatralny, dyrektor teatrów.

## Życiorys
Kształcił się w Warszawie, gdzie ukończył gimnazjum oraz uczęszczał do Klasy Dykcji i Deklamacji Warszawskiego Towarzystwa Muzycznego, gdzie był uczniem Wincentego Rapackiego oraz Władysława Szymanowskiego. Debiutował w 1896 roku monologiem na scenie warszawskiego teatru Wodewil. W kolejnych latach występował w Radomiu (1896), Petersburgu (1897) oraz na deskach Teatru Polskiego w Poznaniu (1897–1898). W lipcu 1898 debiutował w zespole Warszawskich Teatrów Rządowych, gdzie grał do końca I wojny światowej.
Po odzyskaniu niepodległości grał w stołecznym Teatrze Dramatycznym (1919), a następnie przeniósł się do Torunia, gdzie w latach 1920–1923 był wicedyrektorem oraz reżyserem w tamtejszym Teatrze Narodowym. Następnie kierował zespołem teatralnym w Grudziądzu (1923–1924) oraz był członkiem zespołu objazdowego Karola Adwentowicza (1924). Powróciwszy do Warszawy, występował tam do końca życia, najpierw w Teatrze Odrodzonym (1924–1926), a następnie w Teatrach Miejskich (Narodowy, Wielki, Letni, Polski).

## Życie prywatne
Był bratem aktora Stanisława Orlika (1869–1940). Zawarł związek małżeński z Heleną z Krogulskich, córką Władysława Krogulskiego (1843–1934) – aktora i dyrygenta. Z tego związku urodziły się córki – również aktorki: Rena Hryniewicz (1905–1965) oraz Maria Hryniewicz (Winkler) (1906–1970).

## Filmografia
- Chłopi (1922)
- Wampiry Warszawy. Tajemnica taksówki nr 1051 (1925) – prokurator

Źródło.